# Павел Головодов
Павел Головодов е български футболист, полузащитник, който играе за Пирин (Гоце Делчев).

## Биография
Юноша на Пирин Гоце Делчев, но преминава в школата на ЦСКА. Играе като ляво крило, но се справя и като дясно крило, ляв бек, нападател. Дебютира за ЦСКА през сезон 2015/16, дебютен мач е на 16 август 2015 при победата над Септември София с 0:3, а първи и втори гол отбелязва на 23 август 2015 при победата над Чепинец Велинград със 7:0. Печели купата на България за сезон 2015/16 и Югозападната В група с тима на армейците. През следващия сезон е използван във втория отбор на армейците, а в началото на 2017 е отсранен от ЦСКА и преминава в Ботев Враца. През лятото на 2017 акостира в Локомотив Горна Оряховица, а от септември 2018 е футболист на Банско. В края на февруари 2020 преминава в Левски Карлово като остава в тима до 16 юни 2020. През юли 2020 подписва с Пирин Гоце Делчев. 
Играе за националния отбор на България до 18 години.

## Отличия
- Купа на България – 1 път носител (2016) с ЦСКА (София)
- Шампион на Югозападна В група с ЦСКА (София) през 2015/2016 г.